# Срубок
Срубок (укр. Зрубок) — село на Украине, основано в 1918 году, находится в Барановском районе Житомирской области.
Код КОАТУУ — 1820680402. Население по переписи 2001 года составляет 14 человек. Почтовый индекс — 12734. Телефонный код — 4144. Занимает площадь 0,11 км².

## Адрес местного совета
12734, Житомирская область, Барановский р-н, с.Берестовка